# Rafael Marcial Garmendia
Rafael Marcial Garmendia Montes de Oca (Barquisimeto, Estado Lara, 24 de octubre de 1941 - Barquisimeto, Estado Lara, 29 de octubre de 2015) fue un ganadero de vocación y presidente de varios entes gremiales como lo es Proinlara, Fedecamaras nacional en el periodo 1985-87, Federación Nacional de Ganaderos desde 1976 hasta 1981, la Liga Venezolana de Béisbol Profesional con el número 24 en su presidencia entre 1989 hasta 1991 y del Consejo de Coordinación Agropecuario de Lara.

## Biografía
Nació el 24 de octubre de 1941 en la ciudad de Barquisimeto, siendo sus padres, el tocuyano Marcial Garmendia Murrieta y la caroreña Lourdes Montes de Oca Castillo; su abuelo, Marcial Garmendia Rodríguez, fue abogado y gobernador de los Estados Lara y Yaracuy. Sus primeros pasos en los estudios lo hizo con las hermanas Vázquez Quiroz en el Preescolar y primer grado; al paso a cursar segundo grado lo hizo en el Colegio La Salle hasta obtener el título de bachiller. se interesó por estudiar derecho en la Universidad de Los Andes en Mérida; allí estuvo un año, luego se fue a la Universidad Católica Andrés Bello en Caracas, para acompañar a su hermana Felicia.
Inmediatamente, se incorporó a la Federación de Centros Universitarios y se dedicó al mismo tiempo a organizar competencias deportivas entre los estudiantes. Se interesó con el deporte de tenis de mesa que logró ganar en distintos competencias nacional e internacional; a los 19 años le ofrecieron la Presidencia de la Federación de este deporte pero la rechazó por considerar que ello perjudicaba a un dirigente de larga trayectoria en esta especialidad deportiva.
Fue presidente de una larga lista de asociaciones, federaciones y movimientos gremiales, de la cuales son: Federación Nacional de Ganaderos desde 1976 hasta 1981, director de la Confederación Interamericana de Ganaderos, Fedecamaras nacional en el periodo 1985-87, presidente número 24 de la Liga Venezolana de Béisbol Profesional entre 1989 hasta 1991 y director de la Cámara de Industriales del Estado Lara. Se desempeñó en diferentes actividades deportivas destacándose como Presidente de la Asociación de Coleo y Tenis de Mesa del Estado Lara; comisionado para Norte, Centroamérica y el Caribe de la Internacional Table Tennis.
Falleció la mañana del 29 de diciembre de 2015 en la ciudad de Barquisimeto. Fue velado en la Funeraria Metropolitana hasta el mediodía del 30 de diciembre.